# Massimiliano Micheletti
Massimiliano Micheletti (11 de noviembre de 1970) es un futbolista que se posiciona de guardameta y actualmente juega en el equipo SP Tre Fiori, de la primera división de San Marino.

## Carrera
Debutó con SP Tre Fiori en el empate frente al UE Sant Julià de 1-1, en el año 2009.
Ha jugado la fase preliminar de la Liga de Campeones de la UEFA 2010-11, frente al Rudar, tanto en la derrota local por 0-3 como en la visita por 4-1.